# Enemics amistosos
Enemics amistosos (títol original: Friendly Enemies) és una pel·lícula dramàtica estatunidenca de 1942 protagonitzada per Charles Winninger, Charlie Ruggles, i Nancy Kelly. La pel·lícula va ser dirigida per Allan Dwan, adaptada d'una obra de teatre homònima de 1918 d'Aaron Hoffman i Samuel Shipman. Va ser nominada a un premi de l'Acadèmia en la categoria de Millor gravació de so (Jack Whitney). Està doblada al català.

## Argument
Durant la Primera Guerra Mundial, dos amics alemanys, que van emigrar als EUA i es van convertir en milionaris, coincideixen en la majoria de les coses, amb una gran diferència: un s'ha posat al costat dels EUA contra Alemanya pel que fa a la guerra, mentre que l'altre es manté tossudament lleial al seu "vell país". . La seva inflexibilitat provoca una tragèdia per al seu amic i una lliçó sobre les conseqüències de la lleialtat cega.

## Repartiment
- Charles Winninger com Karl Pfeiffer
- Charlie Ruggles com Heinrich Block
- James Craig com Bill Pfeiffer
- Nancy Kelly com June Block
- Otto Kruger com Anton Miller
- Ilka Grüning com Mrs. Pfeiffer
- Greta Meyer com Gretchen
- Addison Richards com inspector McCarthy
- Charles Lane com Braun
- Murray Alper com repartidor

## Producció
La pel·lícula es basava en una obra de teatre que havia estat molt popular durant la Primera Guerra Mundial i filmada el 1925 amb el mateix títol. Edward Small va comprar els drets el 1942.

Segons Allan Dwan, Small es va acostar a Dwan per fer una versió de Up in Mabel's Room] però hi va haver dificultats amb els drets. Small va suggerir que Dwan fes Friendly Enemies i el director es va mostrar entusiasmat. Dwan afirma que la pel·lícula només va trigar una setmana a preparar-se perquè el repartiment i els decorats ja estaven preparats per a Up in Mabel's Room i es van reutilitzar i el guió estava molt a prop de l'obra. Dwan va dir més tard
Això és el que m'interessava de tot el projecte. El repte. No perquè mai hagués dit: "Fem un pas del nostre camí i fem Friendly Enemies, o aconseguim escriptors i intentem millorar-ho". Va ser només "bang" i va ser efectiu. En diversos casos, ho he hagut de fer amb pel·lícules, i no perdre temps ni diners amb elles, perquè no valen la pena. No saps què en recuperaràs. En aquest cas, [Small] va obtenir un bon benefici perquè va resultar ser una pel·lícula acceptable.
El rodatge va començar a principis de febrer de 1942.

## Recepció
Les ressenyes van ser mitjanes.
Small va dir que volia reunir les dues estrelles a Batter Up, però la pel·lícula mai es va fer.

## Adaptació radiofònica
Friendly Enemies es va presentar a Philip Morris Playhouse el 26 de juny de 1942. Ruggles i Winninger van repetir els seus papers.